# 細身瑙脂鯉
細身瑙脂鯉（学名：Bryconops gracilis），為輻鰭魚綱脂鯉目脂鯉亞目脂鯉科的其中一個種，為熱帶淡水魚，分布於南美洲巴西塔帕若斯河（Tapajós）流域，棲息底中層水域，生活習性不明。
其种加词来源于拉丁文“gracilis”，意为“纤细的”。